# سفارة جمهورية الدومينيكان في فرنسا
سفارة جمهورية الدومينيكان في فرنسا هي أرفع تمثيل دبلوماسي لدولة جمهورية الدومينيكان لدى فرنسا. تقع السفارة في باريس وهي تهدف لتعزيز المصالح الدومينيكانية في فرنسا.

## وصلات خارجية
- الموقع الرسمي
- قائمة سفارات جمهورية الدومينيكان
- قائمة السفارات في فرنسا